# Volcan de la Garrinada
Le volcan de la Garrinada est un volcan éteint de la Cordillère transversale situé dans la ville d'Olot, comarque de la Garrotxa, en Catalogne.

## Géographie

### Topographie
Le volcan fait partie du parc naturel de la zone volcanique de la Garrotxa. 
Il dispose de trois cratères :
1. en haut, la Mosquera ;
2. au centre, la Garrinada ;
3. le Bufador constitue le cratère inférieur.

### Géologie
On pense que l'éruption du volcan, au demeurant peu étudiée, va se dérouler en quatre phases. La première, de type strombolien, donnera naissance au cratère de la Mosquera. La deuxième sera phréato-magmatique et va avoir lieu dans le cratère inférieur. La troisième sera également strombolienne, prenant place dans le cratère central. Finalement, l'ultime et dernière éruption se traduira par une coulée de lave.